# Delaware (cépage)
Cultivar
Le raisin Delaware, Vitis ×labruscana Delaware, est un cultivar de l'espèce Vitis ×labruscana ou « Fox Grape » (raisin foxé) ; il est utilisé pour la table comme pour la production de vin.
La peau du raisin Delaware mûr est rouge pâle tendant vers le rose et il a une chair tendre et juteuse. Les petites grappes de fruits sont constituées de petites baies qui n'ont pas le goût foxé prononcé d'autres raisins Labrusca. La peau se détache facilement de la pulpe.
Les vins produits en utilisant ce raisin peuvent être secs, doux. Mais il est plus souvent utilisé pour la production de vins mousseux épicés. La couleur du vin varie entre rose pâle et blanc.
La vigne est cultivée dans le nord-est et le Midwest des États-Unis. Elle est vigoureuse lorsqu'elle est greffée sur un porte-greffe résistant au phylloxéra. Le raisin Delaware est sensible au mildiou et mûrit plus tôt que le Concord.
Le raisin Delaware est également vendu comme raisin de table dans les supermarchés au Japon, où les cépages Labrusca sont populaires pour leur parfum. Le Delaware Punch (en) est une boisson à base de raisin Delaware.

## Histoire
Le raisin Delaware a probablement été découvert à Frenchtown (New Jersey), mais a été popularisé par George Campbell, de Delaware (Ohio) dans les années 1850. Sa filiation exacte est inconnue, peut-être un triple hybride Vitis labrusca, V. vinifera, et V. aestivalis. Cette variété est tolérante au mildiou, à l'oïdium et au phylloxéra, mais il est conseillé d'utiliser un porte greffe en fonction des profils de sol.

## Notes et références

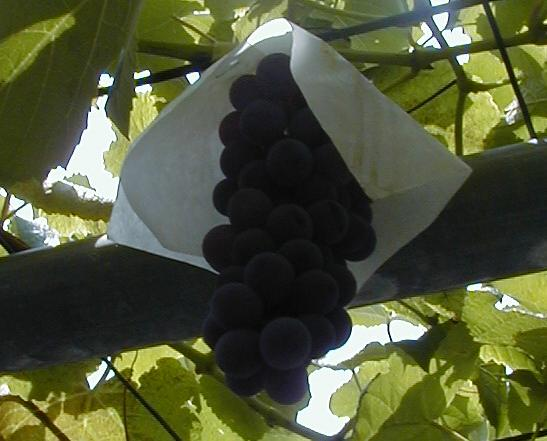
Grappe de Delaware.